# Halowe mistrzostwa Europy w hokeju na trawie
Halowe mistrzostwa Europy w hokeju na trawie – najważniejsze halowe europejskie zawody w hokeju na trawie. Organizowane są przez EHF. Pierwsze halowe mistrzostwa Europy odbyły się w 1974 roku w Berlinie. Wówczas o medale walczyli mężczyźni. Panie rok później po raz pierwszy rywalizowały we Francji. Polacy czterokrotnie zdobywali w halowych mistrzostwach medale (trzy srebrne i jeden brązowy). W 2012 roku startujące w tej imprezie po raz drugi Polki zdobyły brązowy medal. Sukces ten zawodniczki z Polski powtórzyły dwa lata później, a w 2016 i 2024 roku zdobyły tytuł wicemistrzowski. W 43 dotychczas rozegranych mistrzostwach (22 kobiecych i 21 męskich) najczęściej złoty medal zdobywała reprezentacja Niemiec – trzydzieści cztery razy.

## Medaliści halowych mistrzostw Europy w hokeju na trawie
Źródło

### Kobiety
| Lp  | Rok  | Miejsce         | 1. miejsce | 2. miejsce | 3. miejsce |
| --- | ---- | --------------- | ---------- | ---------- | ---------- |
| 1.  | 1975 | Arras           | RFN        | Holandia   | Belgia     |
| 2.  | 1977 | Bruksela        | RFN        | Holandia   | Belgia     |
| 3.  | 1981 | Berlin          | RFN        | Szkocja    | Kanada     |
| 4.  | 1985 | Londyn          | RFN        | Holandia   | Anglia     |
| 5.  | 1987 | Bad Neuenahr    | RFN        | Holandia   | Anglia     |
| 6.  | 1990 | Elmshorn        | RFN        | Hiszpania  | Szkocja    |
| 7.  | 1993 | Londyn          | Niemcy     | Anglia     | Hiszpania  |
| 8.  | 1996 | Glasgow         | Anglia     | Niemcy     | Hiszpania  |
| 9.  | 1998 | Orense          | Niemcy     | Anglia     | Austria    |
| 10. | 2000 | Wiedeń          | Niemcy     | Rosja      | Czechy     |
| 11. | 2002 | Les Ponts-de-Cé | Niemcy     | Litwa      | Francja    |
| 12. | 2004 | Eindhoven       | Niemcy     | Holandia   | Białoruś   |
| 13. | 2006 | Eindhoven       | Niemcy     | Holandia   | Białoruś   |
| 14. | 2008 | Almería         | Niemcy     | Białoruś   | Holandia   |
| 15. | 2010 | Duisburg        | Ukraina    | Hiszpania  | Niemcy     |
| 16. | 2012 | Lipsk           | Niemcy     | Białoruś   | Polska     |
| 17. | 2014 | Praga           | Holandia   | Niemcy     | Polska     |
| 18. | 2016 | Mińsk           | Holandia   | Polska     | Białoruś   |
| 19. | 2018 | Praga           | Niemcy     | Holandia   | Białoruś   |
| 20. | 2020 | Mińsk           | Białoruś   | Holandia   | Czechy     |
| 21. | 2022 | Hamburg         | Niemcy     | Holandia   | Ukraina    |
| 22. | 2024 | Berlin          | Niemcy     | Polska     | Austria    |

Źródło

### Mężczyźni
| Lp  | Rok  | Miejsce       | 1. miejsce | 2. miejsce | 3. miejsce |
| --- | ---- | ------------- | ---------- | ---------- | ---------- |
| 1.  | 1974 | Berlin        | RFN        | Holandia   | Szwajcaria |
| 2.  | 1976 | Arnhem        | RFN        | Belgia     | Holandia   |
| 3.  | 1980 | Zurych        | RFN        | Holandia   | Szkocja    |
| 4.  | 1984 | Edynburg      | RFN        | Anglia     | Holandia   |
| 5.  | 1988 | Wiedeń        | RFN        | Francja    | Austria    |
| 6.  | 1991 | Birmingham    | Niemcy     | Anglia     | Szkocja    |
| 7.  | 1994 | Bonn          | Niemcy     | Anglia     | Czechy     |
| 8.  | 1997 | Liévin        | Niemcy     | Czechy     | Dania      |
| 9.  | 1999 | Slagelse      | Niemcy     | Polska     | Szwajcaria |
| 10. | 2001 | Lucerna       | Niemcy     | Hiszpania  | Polska     |
| 11. | 2003 | Santander     | Niemcy     | Hiszpania  | Szwajcaria |
| 12. | 2006 | Eindhoven     | Niemcy     | Polska     | Hiszpania  |
| 13. | 2008 | Jekaterynburg | Rosja      | Niemcy     | Austria    |
| 14. | 2010 | Almere        | Austria    | Rosja      | Holandia   |
| 15. | 2012 | Lipsk         | Niemcy     | Czechy     | Austria    |
| 16. | 2014 | Wiedeń        | Niemcy     | Austria    | Rosja      |
| 17. | 2016 | Praga         | Niemcy     | Austria    | Rosja      |
| 18. | 2018 | Antwerpia     | Austria    | Belgia     | Niemcy     |
| 19. | 2020 | Berlin        | Niemcy     | Austria    | Holandia   |
| 20. | 2022 | Hamburg       | Austria    | Niemcy     | Holandia   |
| 21. | 2024 | Leuven        | Niemcy     | Polska     | Belgia     |